# Karl Mickel

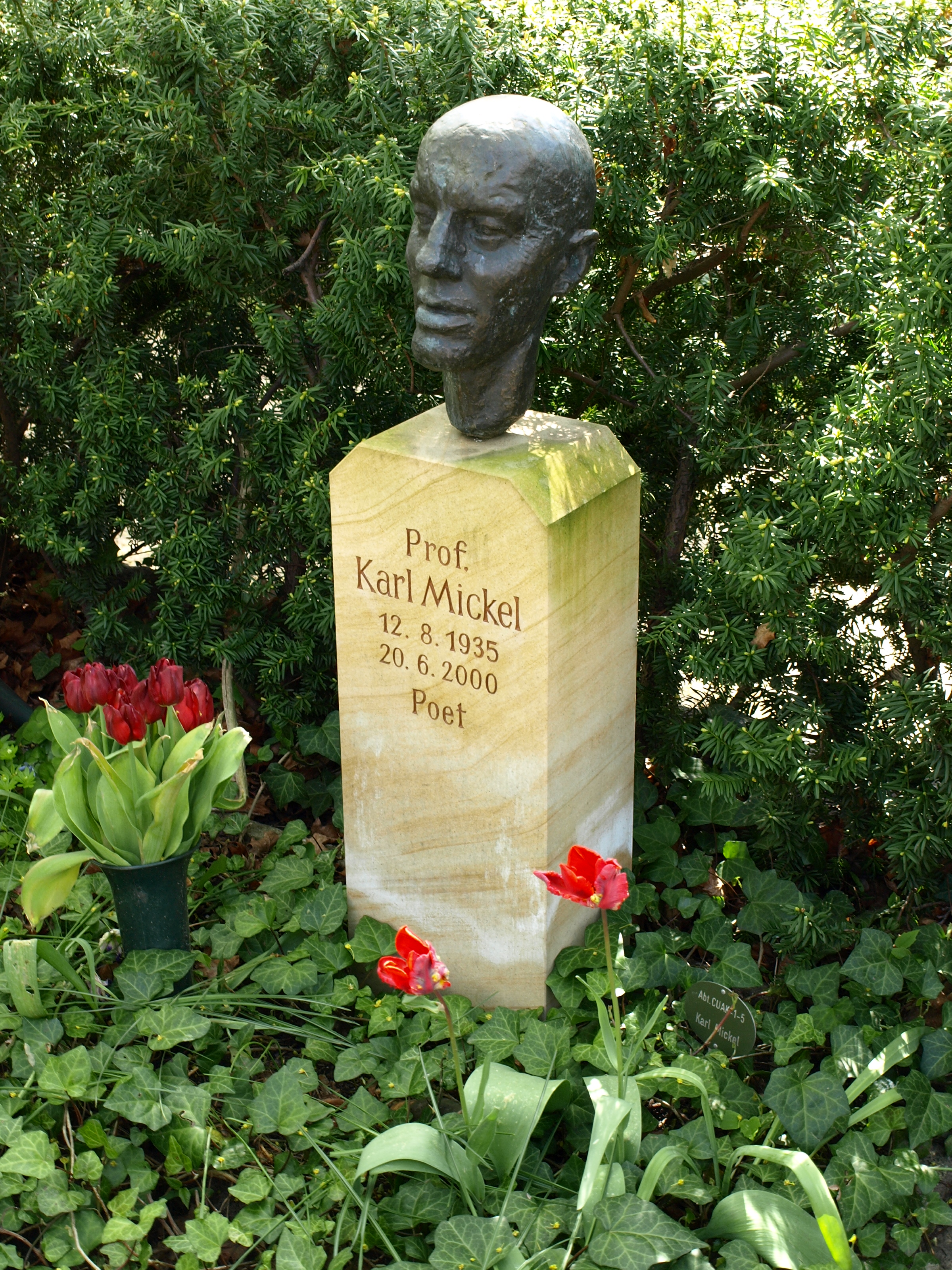
Tumba de Karl Mickel en Berlín.

Karl Mickel (Dresde, 12 de agosto de 1935-Berlín, 20 de junio de 2000) fue un escritor alemán.

## Vida
Nació en Dresde el 12 de agosto de 1935 en el seno de una familia obrera. Allí asistió a la escuela primaria desde 1941 hasta 1949; en febrero de 1945 fue testigo junto a su madre del bombardeo de Dresde, cuyas imágenes en los días posteriores no pudo nunca olvidar. Entre 1949 y 1953 acudió al instituto de educación secundaria, y para los estudios universitarios se trasladó a Berlín. Entre los años 1953 y 1958 estudió planificación económica e historia de la economía junto a Hans Mottek y Jürgen Kuczynski. En 1958 trabajó para la revista Die Wirtschaft y entre 1959 y 1963 fue redactor de otra publicación, Junge Kunst. Después fue asistente científico de la universidad de economía en Berlín y miembro de la dirección del Berliner Ensemble, donde trabajó junto con Ruth Berghaus. Finalmente trabajó como profesor en la Academia de Arte Dramático Ernst Busch.
Tuvo un hijo fruto de su relación con la poeta Sarah Kirsch.

## Obra

### Poesía y prosa
- Lobverse und Beschimpfungen (1963)
- Vita nova mea (1966)
- Eisenzeit (1975)
- Odysseus in Ithaka
- Palimpsest (1990)
- Lachmunds Freunde
- Aus der Anderwelt (1998)
- Gelehrtenrepublik (2000)
- Der Besuch (2003)
- Geisterstunde (1999)

### Piezas teatrales y libretos
- Die Einverstandenen (1958)
- Requiem für Patrice Lumumba (1964)
- Nausikaa (1968)
- Einstein (1974)
- Bettina. Oper (1982)
- Gefährliche Liebschaften oder Der kalte Krieg (1993)
- Volks Entscheid (1987)
- Halsgericht (1994)
- Kants Affe. Ein Todtengespräch – Immanuel Kant / de Sade (1994)
- Goldberg-Passion (1999)

### Editor
- In diesem besseren Land (con Adolf Endler, 1966)
- Jahrbuch der Lyrik (con Christoph Buchwald, 1990)

### Audiolibro
- Dichtung des 20. Jahrhunderts: Meine 24 sächsischen Dichter (2009)

## Premios
- Premio Heinrich Mann (1978)[3]
- Premio Wilhelm-Müller (1997)[4]
- Premio Christian Wagner (1998)[5]